# 淮安市第二人民医院
淮安市第二人民医院（淮安市仁慈医院），是中国江苏省的一所医院，为三级甲等医院，位于淮安市淮海南路60号。可追溯至清末创建的教会医院——仁慈医院。

## 规模
淮安市第二人民医院总床位600张，日门诊量1100人次。